# Governatori generali dell'Africa Orientale Italiana
I Governatori generali dell'Africa Orientale Italiana dal 1936 (costituzione dell'entità giuridica formata dai territori dell'Impero d'Etiopia, dell'Eritrea e della Somalia, ex r.d.l. 1 giugno 1936, n. 1019) al 1941 (occupazione anglo-americana) furono i seguenti.
Il Governatore generale aveva altresì il titolo di Viceré d'Etiopia.

## Lista
| Governatore | Governatore            | Inizio           | Fine             |
| ----------- | ---------------------- | ---------------- | ---------------- |
|             | Pietro Badoglio        | 9 maggio 1936    | 11 giugno 1936   |
|             | Rodolfo Graziani       | 11 giugno 1936   | 21 dicembre 1937 |
|             | Amedeo di Savoia-Aosta | 21 dicembre 1937 | 19 maggio 1941   |
|             | Pietro Gazzera         | 23 maggio 1941   | 6 luglio 1941    |
|             | Guglielmo Nasi         | 6 luglio 1941    | 27 novembre 1941 |